# Dymitr Vacev
Dymitr Petrov Vacev (ur. 1943 w Septemwri) – bułgarski artysta zajmujący się rzeźbą i konserwacją sztuki.

## Życiorys
Ojciec był stolarzem. Vacev studiował na Wydziale rzeźby Akademii Sztuk Pięknych w Sofii. Po wygraniu konkursu stypendialnego w 1967 roku przyjechał do Polski, aby studiować malarstwo na Akademii Sztuk Pięknych w Warszawie. Dyplom obronił z konserwacji sztuki. Po pobycie w 1975 roku z okazji Ogólnopolskiego Święta Prasy Młodzieżowej i Sportowej w Głogowie wziął udział w konkursie na projekt Pomnika Dzieci Głogowskich. W 1988 roku wyjechał do Niemiec i tam mieszka z żoną Bogną Sosnowską i dwójką dzieci. W 2019 roku otrzymał tytuł honorowego obywatela Głogowa.

## Wybrane prace
- Pomnik Dzieci Głogowskich (1979)[3]
- konserwacja dzieł sztuki w kościele św. Jadwigi Śląskiej w Milanówku[1]
- renowacja fasad bazyliki św. Jadwigi Śląskiej w Legnickim Polu[1]
- konserwacja ołtarza głównego kościoła św. Wawrzyńca w Brzostowie (Głogowie)[1]
- konserwacja ram obrazów w Opactwie Cystersów w Henrykowie[1]